# Клод Робен
Клод Робен (фр. Claude Robin, 10 травня 1941, Ле-Сабль-д'Олонн — 27 червня 2010, Ла-Рош-сюр-Іон) — французький футболіст, що грав на позиції захисника за «Реймс», «Нант», а також національну збірну Франції. 

## Клубна кар'єра
У дорослому футболі дебютував 1957 року виступами за команду «Тігр Верт», в якій провів один сезон. 
1958 року перейшов до структури «Реймса», де спочатку грав за другу команду, а за два роки почав грати за його основну команду. 1962 року став у її складі чемпіоном Франції.
Згодом протягом 1965–1969 років грав за «Нант», з яким 1966 року удруге у своїй кар'єрі виграв чемпіонат Франції.
Завершував ігрову кар'єру у першій половині 1970-х виступами за нижчолігові «СК Шаллан» та «ЕС Ля Шом».

## Виступи за збірну
1966 року дебютував в офіційних матчах у складі національної збірної Франції. Загалом протягом наступних двох років провів у її формі 4 матчі.
Помер 27 червня 2010 року на 70-му році життя у місті Ла-Рош-сюр-Іон.

## Титули і досягнення
- Чемпіон Франції (2):

«Реймс»: 1961-1962
«Нант»: 1965-1966